# Optiver
Optiver ist ein in Amsterdam ansässiges Unternehmen mit Büros in Chicago und Sydney. Das Unternehmen hat sich auf Market Making, Hochfrequenzhandel und den Eigenhandel mit Derivaten, wie Optionen, spezialisiert. Es befindet sich vollständig in Privatbesitz.

## Unternehmen
Optiver wurde 1986 vom heutigen Chairman Johann Kaemingk in Amsterdam gegründet. Nach Anteilsverkäufen an Investoren wurde das Geschäftsfeld im Jahr 1990 auf Frankfurt am Main, Paris und London ausgedehnt. Im weiteren Verlauf der Expansion wurde 1996 das heute noch bestehende Büro in Sydney eröffnet und die zuvor ausgegebenen Anteile bis Ende 1998 zurückgekauft. Bis zum Jahr 2003 wurde die 1999 in New York City eröffnete Außenstelle vollständig nach Chicago verlagert. 2009 macht das Unternehmen einen Gewinn von 6,3 Millionen Euro. 2014 machte das Unternehmen einen Gewinn von 267,7 Millionen Euro.

## Kritik
2008 wurde das Unternehmen von der Securities and Exchange Commission der Nymex wegen der Manipulation des Ölpreises angezeigt.